# Andro Bušlje
Andro Bušlje (Ragusa di Dalmazia, 4 gennaio 1986) è un pallanuotista croato, difensore dello Jug Dubrovnik.

## Carriera
Cresciuto nello Jug Dubrovnik, uno dei club più prestigiosi e vincenti al mondo, ha conquistato moltissimi titoli a livello nazionale ed internazionale, tra cui due Coppe dei Campioni e una Supercoppa LEN. Nel giugno 2025, dopo 10 anni ritorna allo Jug Dubrovnik.
È vincitore di un oro olimpico, un campionato mondiale, un europeo, una World League ed un oro ai Giochi del Mediterraneo con la calottina della propria nazionale.

## Palmarès

### Club

#### Trofei nazionali
- Campionato croato: 10

Jug Dubrovnik: 2003-04, 2004-05, 2005-06, 2006-07, 2008-09, 2009-10, 2010-11, 2011-12, 2012-13
Mladost: 2020-21
- Kup Hrvatske: 7

Jug: 2002-03, 2003-04, 2005-06, 2006-07, 2007-08, 2008-09
Mladost: 2020-21
- Campionato greco: 7

Olympiakos: 2017, 2018, 2019, 2022, 2023, 2024, 2025
- Coppa di Grecia: 6

Olympiakos: 2018, 2019, 2022, 2023, 2024, 2025
- Supercoppa di Grecia: 1

Olympiakos: 2018

#### Trofei internazionali
- Eurolega: 2

Jug Dubrovnik: 2005-06
Olympiakos: 2017-18
- Supercoppa LEN: 1

Jug Dubrovnik: 2006
- Lega Adriatica: 1

Jug Dubrovnik: 2008-09

### Nazionale
- Olimpiadi

Londra 2012: 
Rio de Janeiro 2016 
- Mondiali

Melbourne 2007: 
Kazan' 2015: 
Roma 2009: 
Shanghai 2011: 
Barcellona 2013: 
Budapest 2017: 
- Europei

Zagabria 2010: 
- Coppa del Mondo

Oradea 2010: 
- World League

Almaty 2012: 
Podgorica 2009: 
Niš 2010: 
Firenze 2011: